# Kirschenrummel
Kirschenrummel ist eine verharmlosende Bezeichnung für eine Hungerrevolte am 7. Juni 1920 in Graz.

## Ursachen
1920 waren die Folgen des Ersten Weltkrieges noch deutlich zu spüren. Die katastrophale Versorgungslage führte immer wieder zu Demonstrationen und Plünderungen, sogenannten „Hungerkrawallen“. Lebensmittel konnten nur rationiert ausgegeben werden und Kartoffel waren nur im Schleichhandel erhältlich. Viele Familien können sich das Notwendigste nicht leisten. In einem Bericht des Grazer Gemeinderats Engelbert Rückl ist zu lesen: 
„Zu der Lebensmittelnot kommt die Not an Wäsche, Kleidern und Schuhen. Viele Frauen in den Stadtvierteln an der Stadtgrenze gingen schon im Februar barfuß, Knaben besuchten im Dezember 1919 und im Jänner 1920 vielfach ohne Strümpfe mit blaugefrorenen Beinen und nur mit einer dünnen Kniehose und einer Bluse bekleidet, einzelne sogar barfuß, die Schule.“
Im Sommer 1920 spitzte sich die Lage wegen steigender Obstpreise, insbesondere der Kirschenpreise, noch weiter zu. Nachdem einige Frauen erfolglos versucht hatten, beim Grazer Gemeinderat und bei der steirischen Landesregierung mit einer Petition zu intervenieren, drohten sie nun mit Demonstrationen und einem Boykott, sollten die Händler die Preise nicht senken.

## Verlauf
Am 7. Juni 1920 schlossen sich Frauen am Wochenmarkt auf dem Kaiser-Josef-Platz zusammen, um gegen die Preise zu protestieren. Dabei gingen die Frauen von Stand zu Stand, forderten leistbare Preise und hinterließen einen zertrümmerten Marktplatz. Danach zogen sie weiter auf den Jakominiplatz, wo sich laufend weitere Menschen der Protestbewegung spontan anschlossen. Die eintreffende Exekutive wurde mit Steinen beworfen, was zum Einsatz von Säbeln und Bajonetten der Exekutive führte und erste Verletzte forderte. Immer wieder hielten Demonstrierende die Straßenbahnen an, bis schließlich der Verkehr eingestellt wurde. Einige Teilnehmer zogen vor das Redaktionsgebäude der sozialdemokratischen Parteizeitung, wo sie mit Wasserspritzen vertrieben wurden. Zeitungsberichten zufolge zogen sich in der Zwischenzeit die Frauen, die den Protest begonnen hatten, zurück, und die Gruppe ging mit antisemitischen Parolen und Übergriffen weiter in Richtung Annenstraße. Durch das gewaltsame Einschreiten der Exekutive starben insgesamt zwölf Menschen, 18 wurden schwer verletzt, von denen weitere vier starben.

## Folgen
Tags darauf sprachen Frauen bei den Landesräten und im Ernährungsamt vor. Daraufhin wurde eine Kommission zur Preisregelung eingerichtet und wenige Tage später, am 12. Juni 1920, wurden die Preise für Obst und Gemüse genau festgelegt. Zuwiderhandelnde mussten mit einer Strafe rechnen.
Infolge der Ereignisse legten die sozialdemokratischen Mitglieder der Landesregierung sowie der Grazer Stadtregierung ihre Mandate nieder. Der sozialdemokratische Parteiobmann Hans Resel trat aus dem Wehr- und Sicherheitsausschuss der Steiermärkischen Landesregierung aus. Er begründete sein Ausscheiden damit, dass Landeshauptmann Anton Rintelen die Gendarmerie eingesetzt hatte, ohne diesen Ausschuss zu befragen. Rintelen stellte sich hinter den Gendarmeriekommandanten Arnold Lichem, der weder suspendiert noch strafrechtlich verfolgt wurde. Dagegen mussten sich zwei Teilnehmer der Demonstration vor Gericht verantworten. Petronella Zedtwitz wurde wegen Volksaufwiegelung zu sechs Wochen Kerker verurteilt, legte Berufung ein und wurde im Februar 1921 freigesprochen. Der zweite Angeklagte Karl Drews wurde zu einer Strafzahlung von 500 Kronen verurteilt.